# Barbula subtorquescens
Barbula subtorquescens är en bladmossart som beskrevs av Kindberg 1897. Barbula subtorquescens ingår i släktet neonmossor, och familjen Pottiaceae. Inga underarter finns listade i Catalogue of Life.